# Florida State Road 826
Pour les articles homonymes, voir Route 826.
La Florida State Road 826 (State Road 826, SR-826 ou FL-826) est une route d'État de Floride. Elle dessert la région de grand Miami, en contournant une grande section de la ville par le nord-ouest. Elle possède une section autoroutière longue de 25 miles, ce qui fait de la 826 la plus longue autoroute du grand Miami hors Interstates, à l'exception du Florida's Turnpike. Une petite section à boulevard urbain se poursuit dans North Miami Beach, ce qui porte sa longueur totale à 48.17 kilomètres (29.93 miles) .
La route 826 est une route majeure du réseau de Miami, puisqu'elle effectue une longue boucle au nord-ouest de la ville, en passant dans les banlieues nord et ouest de Miami. Elle relie la région à Kendall, où elle se termine sur la U.S. Route 1, passe dans Hialeah, puis passe dans le Golden Glades Interchange, qui permet l'accès à l'interstate 95 et au Florida's Turnpike.
La section autoroutière est mieux connue sous l'appellation de la Palmetto Expressway. La section dans North Miami Beach, quant à elle, est appelée North Miami Beach Boulevard, Northeast 163rd Street et Sunny Isles Causeway . 

## Tracé

### Section autoroutière (Palmetto Expressway)
Le terminus sud de la route 826 est situé à une intersection avec la U.S. Route 1, à la frontière entre Pinecrest et Kendall. Elle se dirige ensuite plein nord en passant sous la route 878 de Floride. Elle croise par la suite la route 874 dans un échangeur partiel, puis continue sa route vers le nord en étant une autoroute à accès limité, passant à l'est de Westchester et à l'ouest de West Miami. 4 miles au nord de sa jonction avec la 874, elle croise la U.S. Route 41 et la route 836 en moins d'un mile d'intervalle. Pour le prochain mile vers le nord, elle suit le secteur ouest de l'Aéroport international de Miami, puis passe à l'ouest de Miami Springs. Toujours en se dirigeant vers le nord, elle devient le principal axe nord-sud de Hialeah, banlieue majeure de Miami. Elle croise ensuite l'interstate 75 et la route 924, à Miami Lakes. Ce point est d'ailleurs le terminus sud de l'I-75, qui se poursuit jusqu'à la frontière canadienne.

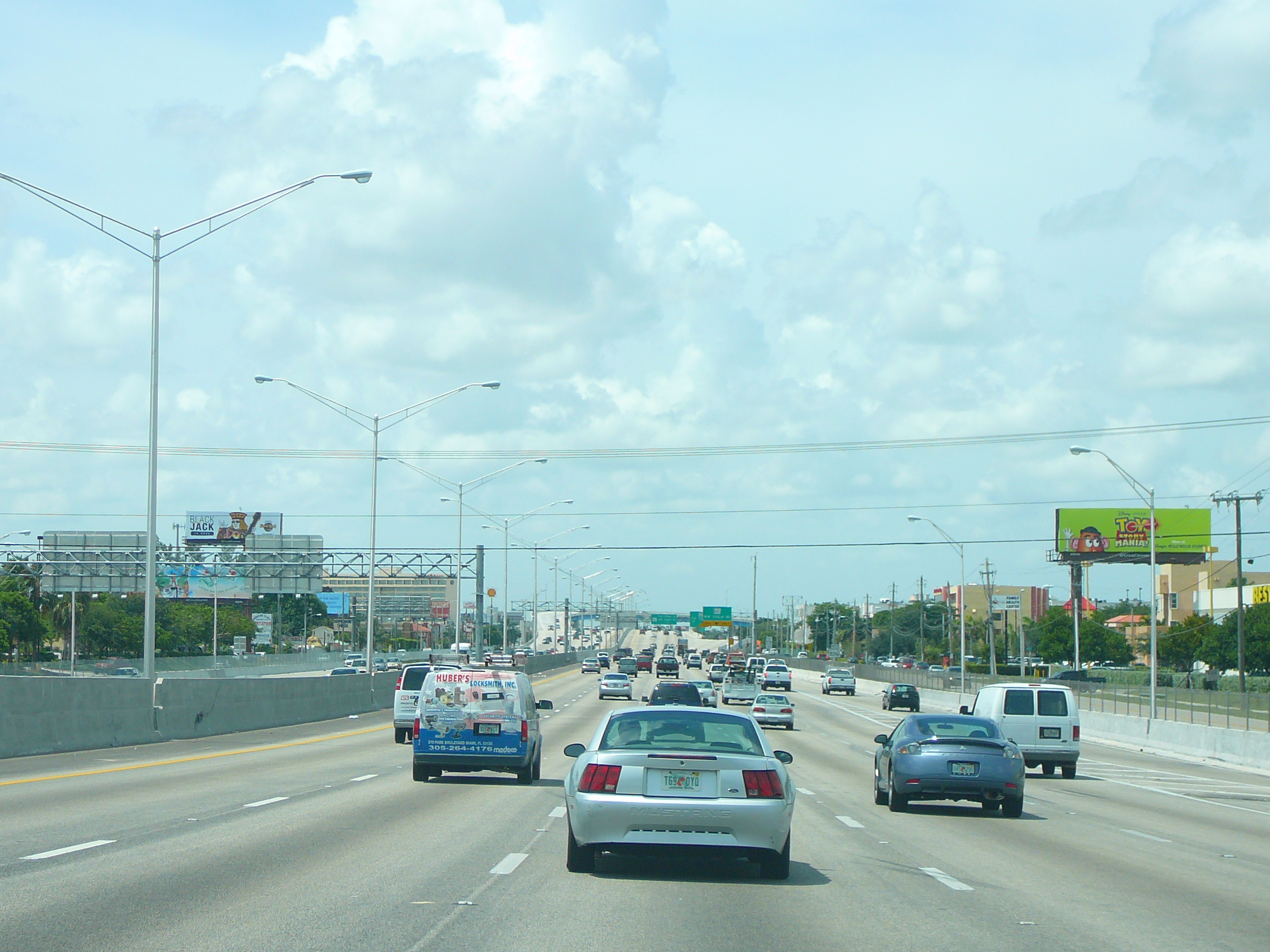
La route 826 en direction nord dans la banlieue de Hialeah.

1 mile au nord de l'échangeur 826/924/I-75, elle tourne abruptement vers l'est dans un tournant à 90°, et c'est le premier tournant de la 826 depuis son terminus sud. En se dirigeant maintenant vers l'est, elle passe au nord de l'aéroport d'Opa-locka, puis possède quelques échangeurs dans Miami Gardens. C'est dans cette ville que la section autoroutière se termine, alors qu'elle passe dans le Golden Glades Interchange, qui permet l'accès à l'interstate 95, la principale autoroute nord/sud du grand Miami, et aussi au Florida's Turnpike vers le nord. Ce point est d'ailleurs le terminus sud du Turnpike et la fin de l'autoroute en direction est pour la 826 .

### Extension dans North Miami Beach

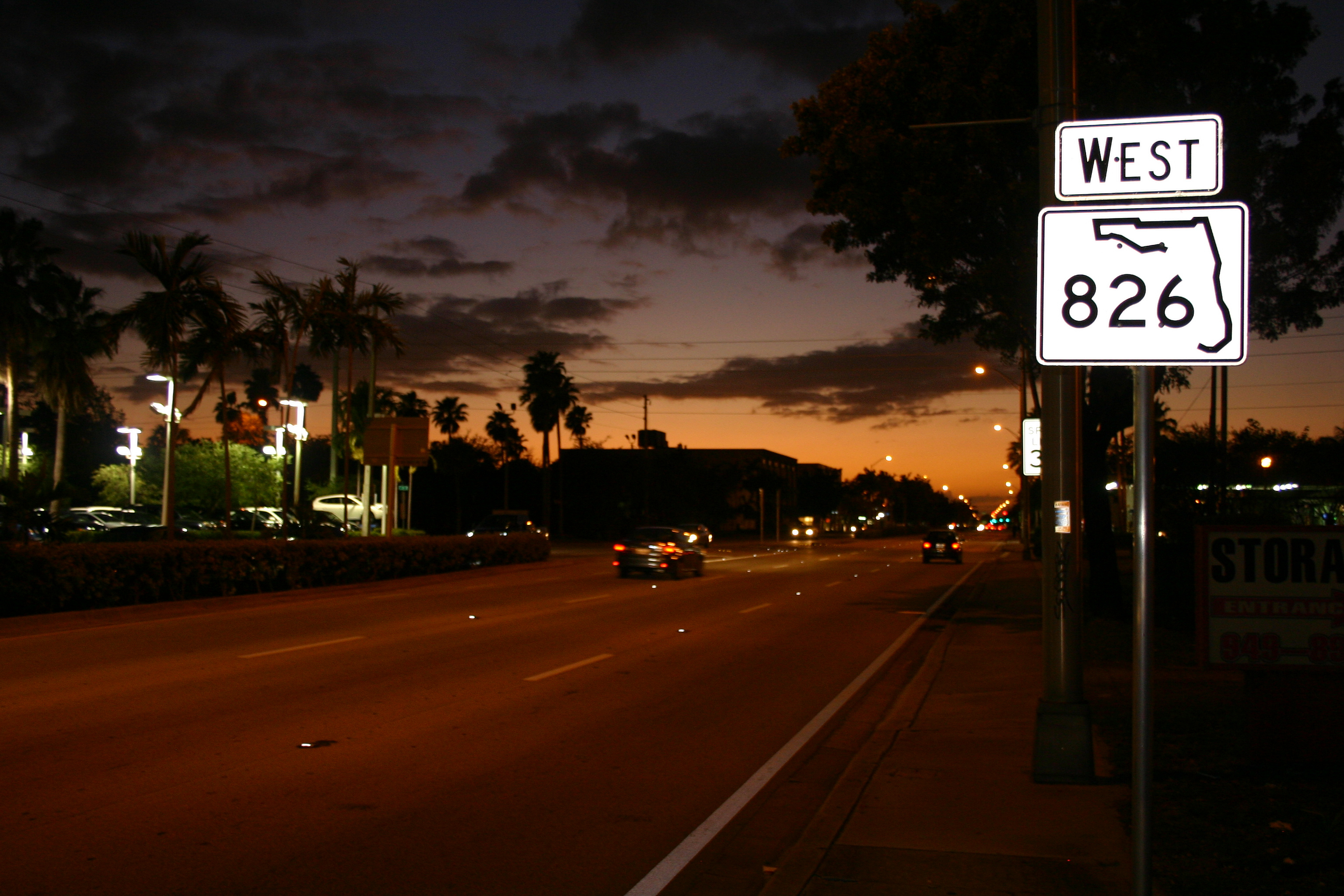
La NE 163th Street direction ouest dans North Miami Beach.

Une fois passé l'échangeur, elle devient un boulevard urbain dans Biscayne Gardens et North Miami Beach. Elle devient la NE 167th Street, orientation ouest-est qu'elle garde pour 1 mile et demi, puis bifurque légèrement vers le sud-est pour atteindre la hauteur de la NE 163th Street, orientation qu'elle gardera pour un mile environ. Elle croise par la suite la U.S. Route 1, le Biscayne Boulevard, soit une artère majeure des villes côtières du grand Miami. Elle devient par la suite une route à 8 voies surélevée nommée la Sunny Isles Causeway, reliant à la ville du même nom (Sunny Isles Beach). La 826 se termine officiellement à sa jonction avec la route A1A tout près de la côte Atlantique .

## Historique
La 826 était initialement une simple route reliant Hialeah à Miami Gardens en passant de Opa-locka dans les années 1940. 

## Disposition des voies
Entre son terminus sud et sa jonction avec la 874, elle possède 6 voies (3-3). Après l'échangeur avec la 874, elle s'élargit subitement à une autoroute à plus de 14 voies par moments (7-7), en possédant un réseau de voies de service. Jusqu'à sa jonction avec la 836, elle maintient tout de même 10 voies (5-5), puis tombe à 8 voies après l'échangeur pour un court moment. Entre ce point et son échangeur avec l'I-75, elle possède majoritairement 10 voies, mais certains segments de l'autoroute excédent les 12 voies (2-2). Toutefois, de sa jonction avec la I-75 jusqu'au Biscayne Boulevard à North Miami Beach, elle possède 6 voies (3-3). La Sunny Isles Causeway, quant à elle, possède 8 voies (4-4) .

## Liste des sorties
| Liste des échangeurs de la Route 826 (Floride) | Liste des échangeurs de la Route 826 (Floride)                        | Liste des échangeurs de la Route 826 (Floride) | Liste des échangeurs de la Route 826 (Floride)                                                                                      | Liste des échangeurs de la Route 826 (Floride)                                              |                                                           |
| Ville                                          | Mile                                                                  | km                                             | Intersection / Destinations | Notes                                                                                       |                                                           |
| ---------------------------------------------- | --------------------------------------------------------------------- | ---------------------------------------------- | --- | ------------------------------------------------------------------------------------------- | --------------------------------------------------------- |
| Pinecrest-Kendall                              | 0.00                                                                  | 0.00                                           | US 1 sud, Homestead, Key West | extrémité sud de la 826; sortie sud et entrée nord seulement (depuis la US 1)               |                                                           |
| Kendall                                        | 0.85                                                                  | 1.38                                           | FL-94 (SW 88th Street, Nort Kendall Drive), Kendall, South Miami                                                                    | aucun accès de la FL-94 ouest pour la 826 sud                                               |                                                           |
| Glenvar Heights                                | 1.85                                                                  | 2.98                                           | FL-986 (SW 72nd Street, Sunset Drive), South Miami, Glenvar Heights                                                                 |                                                                                             |                                                           |
| Glenvar Heights                                | 2.87                                                                  | 4.62                                           | SW 56th Street, Miller Drive, Université de Miami                                                                                   |                                                                                             |                                                           |
| Glenvar Heights                                | 3.41                                                                  | 5.49                                           | FL-874 sud, vers le Florida's Turnpike, Homestead, Key West                                                                         | sortie sud et entrée nord seulement                                                         |                                                           |
|                                                | 3.93                                                                  | 6.32                                           | FL-976 (SW 40th Street, Bird Road), Coral Gables, Westchester                                                                       |                                                                                             |                                                           |
| Westchester                                    | 4.98                                                                  | 8.02                                           | SW 24th Street, Coral Way |                                                                                             |                                                           |
| Westchester                                    | 5.97                                                                  | 9.61                                           | US 41 (Tamiami Trail, SW 8th Street), Miami                                                                                         | accès plus direct mais moins rapide au centre de Miami                                      |                                                           |
| Fontainebleau                                  | 6.49                                                                  | 10.44                                          | FL-968 (W. Flager Street) |                                                                                             |                                                           |
|                                                | 7.23                                                                  | 11.63                                          | FL-836 (Dolphin Expressway), vers I-95, I-395, Florida's Turnpike – Aéroport international de Miami, MIAMI, Miami Beach, Sweetwater | accès plus rapide mais moins direct au centre de Miami                                      |                                                           |
| Doral                                          | 8.37                                                                  | 13.47                                          | NW 25th Street, PBA Memorial Boulevard                                                                                              |                                                                                             |                                                           |
| Doral                                          | 9.21                                                                  | 14.83                                          | FL-948 (NW 36th Street), Aéroport international de Miami                                                                            |                                                                                             |                                                           |
| Doral                                          | 10.38                                                                 | 16.70                                          | NW 58th Street |                                                                                             |                                                           |
| Medley                                         | 11.38                                                                 | 18.31                                          | FL-934 (NW 74th Street, Hialeah Expressway)                                                                                         |                                                                                             |                                                           |
| Hialeah                                        | 12.31                                                                 | 19.81                                          | US 27 (Okeechobee Road), Hialeah Centre // South River Drive                                                                        |                                                                                             |                                                           |
| Hialeah                                        | 13.17                                                                 | 21.20                                          | FL-932 (NW 103rd Street) |                                                                                             |                                                           |
| Hialeah                                        | 14.37                                                                 | 23.13                                          | NW 122nd Street |                                                                                             |                                                           |
| Hialeah                                        | 15.37                                                                 | 24.75                                          | FL-916 (NW 138th Street) | sortie sud et entrée nord seulement; autres directions accessibles par les voies de service |                                                           |
| Miami Lakes                                    | 15.52                                                                 | 24.98                                          | I-75 nord, FL-924 est (Gratigny Parkway), Opa-locka, Naples, Tampa Bay                                                              | sortie 1 de l'I-75; terminus sud de l'I-75                                                  |                                                           |
| Miami Lakes                                    | 16.39                                                                 | 26.38                                          | NW 154th Street, Miami Lakes Drive                                                                                                  |                                                                                             |                                                           |
| Miami Lakes                                    | 18.00                                                                 | 28.97                                          | Ludlam Road, NW 67th Avenue |                                                                                             |                                                           |
| Miami Gardens                                  | 19.01                                                                 | 30.60                                          | FL-823 (Red Road, NW 57th Avenue)                                                                                                   |                                                                                             |                                                           |
| Miami Gardens                                  | 20.04                                                                 | 32.26                                          | NW 47th Avenue |                                                                                             |                                                           |
| Miami Gardens                                  | 21.04                                                                 | 33.87                                          | NW 37th Avenue, Douglas Road |                                                                                             |                                                           |
| Miami Gardens                                  | 22.05                                                                 | 35.48                                          | FL-817 (NW 27th Avenue), NW 22nd Avenue, Miami Gardens centre, Opa-locka                                                            |                                                                                             |                                                           |
| Miami Gardens                                  | 23.06                                                                 | 37.11                                          | NW 17th Avenue, NW 22nd Avenue |                                                                                             |                                                           |
| Miami Gardens                                  | 23.48                                                                 | 37.79                                          | NW 12nd Avenue | sortie ouest et entrée est seulement                                                        |                                                           |
| Miami Gardens                                  | 24.24                                                                 | 39.01                                          | I-95, FL Tpke., US 441, FL-9 – Orlando (via Turnpike), Fort Lauderdale, West Palm Beach (via I-95 nord), MIAMI (via I-95 sud)       | Golden Glades Interchange; aucun accès de la 826 est vers la 9 sud                          |                                                           |
| North Miami Beach                              | 24.68                                                                 | 39.72                                          | NW 2nd Avenue, vers I-95 nord |                                                                                             |                                                           |
| North Miami Beach                              | Fin de la section autoroutière direction est; vice-versa vers l'ouest |                                                | |                                                                                             |                                                           |
| North Miami Beach                              | 25.68                                                                 | 41.33                                          | FL-915 (NE 6th Avenue) |                                                                                             |                                                           |
| North Miami Beach                              | 27.77                                                                 | 44.70                                          | FL-909 sud (W. Dixie Highway, NE 22nd Avenue)                                                                                       |                                                                                             |                                                           |
| North Miami                                    | 27.90                                                                 | 44.90                                          | US 1 (Biscayne Boulevard), Hollywood, North Miami, Miami Shores, Fort Lauderdale                                                    | artère principale nord/sud de la côte ouest de la baie de Biscayne                          |                                                           |
|                                                | 29.31–29.57                                                           | 47.17–47.59                                    | Sunny Isles Causeway au-dessus de l'Intracoastal Waterway                                                                           | Sunny Isles Causeway au-dessus de l'Intracoastal Waterway                                   | Sunny Isles Causeway au-dessus de l'Intracoastal Waterway |
| Sunny Isles Beach                              | 29.93                                                                 | 48.17                                          | FL-A1A (Collins Avenue), Miami Beach, Hallandale                                                                                    | extrémité nord-est de la 826                                                                |                                                           |
| - Échangeur Partiel                            |                                                                       |                                                | |                                                                                             |                                                           |